# Andrea Levy Soler
Pour les articles homonymes, voir Andrea Levy, Lévy et Soler.
Andrea Levy Soler, née le 3 mai 1984 à Barcelone (Catalogne, Espagne), est une avocate et femme politique espagnole. Depuis juin 2015, elle est vice-secrétaire du Parti populaire.

## Biographie
Andrea Levy passe son enfance près de la plaza Bonanova à Barcelone. Bien que son nom de famille soit lié au judaïsme, son père ne l'éduque pas dans la tradition juive. Elle étudie au Lycée français de Barcelone ce qui lui donne une parfaite maîtrise de la langue française[réf. souhaitée]

### Formation et carrière professionnelle
Elle fait des études en relations internationales et protocole à l'École internationale de protocole à Barcelone.
Pendant deux ans elle travaille comme stagiaire au département d'agriculture de la Generalitat de Catalogne dirigé alors par Antoni Siurana. C'est à cette époque qu'elle commence à s'intéresser à la politique.  
À la fin de ses études de relations internationales[Quand ?], elle commence des études de droit à l'Université de Barcelone où elle crée un groupe Nouvelles générations du Parti populaire. Pendant ses études, elle travaille dans le cabinet d'avocats de Miquel Roca Junyent, puis à l'agence de communication Tinkle. Après sa licence en septembre 2011, elle travaille au cabinet d'avocats Uría Menéndez jusqu'en 2013.

### Carrière politique
Andrea Levy adhère au Parti populaire en 2004.
Nommée vice-secrétaire à la Communication des Nouvelles générations du PP (NNGG) de Catalogne en 2011, elle devient peu après vice-secrétaire aux Relations internationales des NNGG au niveau national.
À la suite du XIIe congrès du PP catalan, elle intègre la direction, sous l'autorité d'Alicia Sánchez-Camacho, au poste de vice-secrétaire aux Études et aux Programmes.  En 2013, elle quitte son emploi d'avocate afin de se consacrer entièrement à la politique.
Lors des élections européennes de mai 2014, Andrea Levy est pour la première fois candidate à un mandat électif et occupe la 39e position sur la liste du Parti populaire, emmenée par Miguel Arias Cañete. 
En juin 2015, Andrea Levy est appelée à la direction nationale du PP par Mariano Rajoy, qui la nomme vice-secrétaire générale aux Études et aux Programmes, en remplacement d'Esteban González Pons. Elle intègre alors la direction du parti avec d'autres jeunes tels que Pablo Casado et Javier Maroto avec comme objectif, selon les analystes politiques, de renouveler le visage et le discours du parti. 
Elle est no 2 de la liste du Parti populaire, derrière Xavier García Albiol, aux élections régionales catalanes du 27 septembre 2015.
Selon les analystes[Selon qui ?], elle fait partie de la nouvelle génération de politiciens qui ont grandi sur les plateaux de télévision comme Pablo Casado, Pablo Iglesias, Inés Arrimadas, Ada Colau et Albert Rivera.

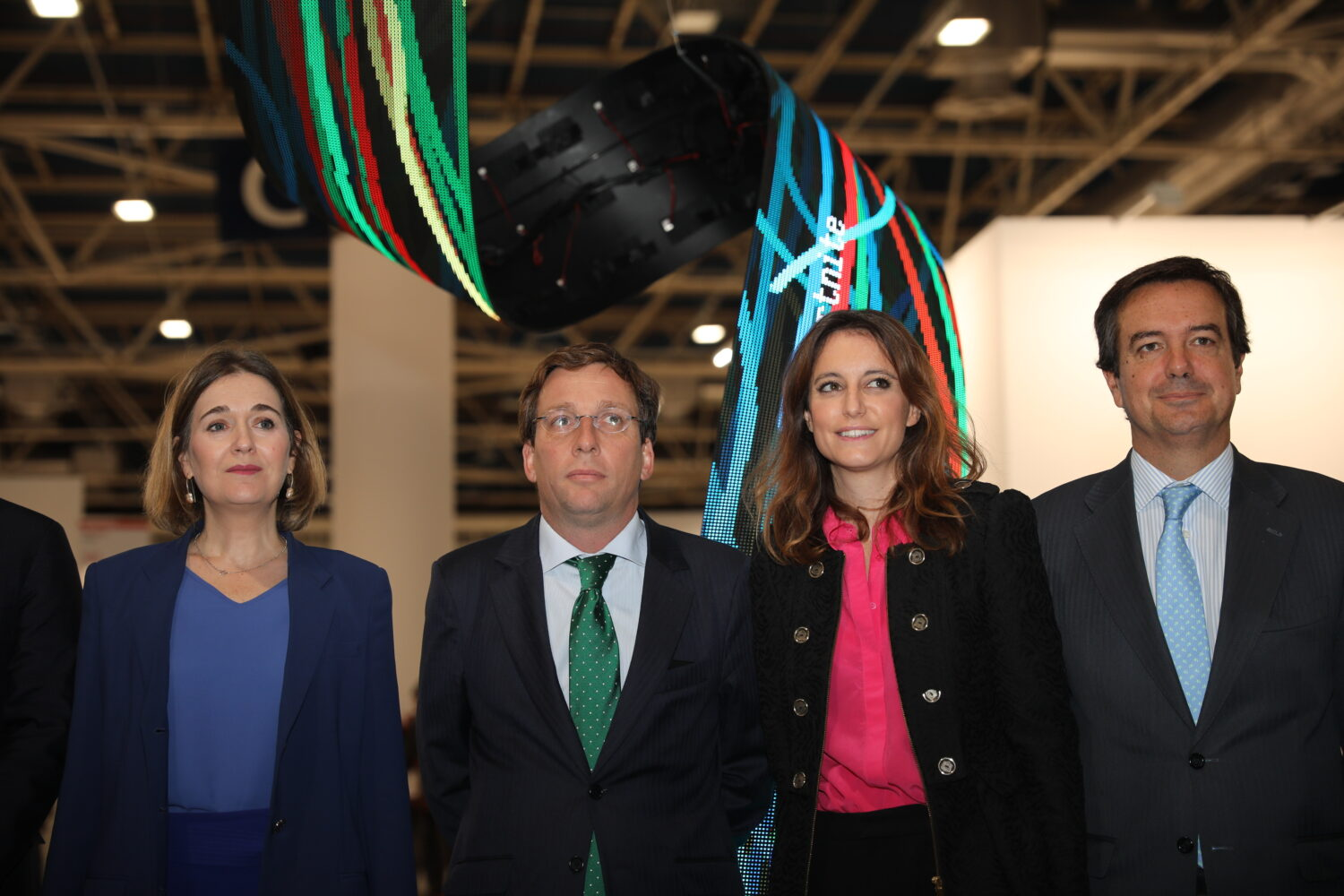
(Rivera, Martínez-Almeida, Levy) Almeida destaca el papel fundamental de la cultura en la creación de la marca Madrid 02

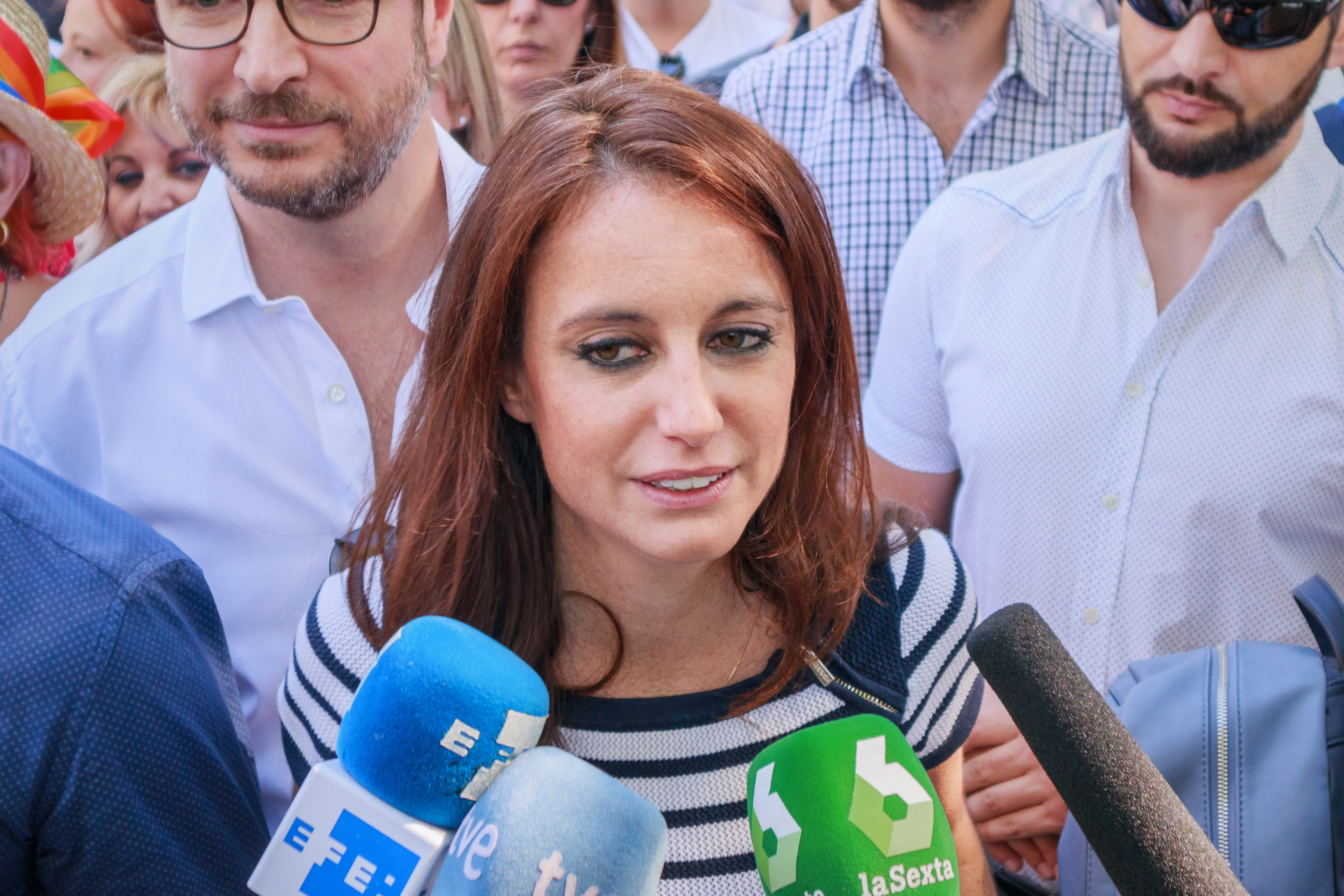
Andrea Levy Soler. Manifestación WorldPride en 2017 en Madrid